# Bataille de Pianosa
La bataille de Pianosa est un engagement naval qui eut lieu le 25 avril 1519. Une flotte génoise infligea une défaite à la flottille du corsaire barbaresque Caïd Ali, basé en Tunisie, en mer Tyrrhénienne, face à l'île d'Elbe. Cette bataille détruisit Bizerte, l'une des bases corsaires naissantes de la côte barbaresque, et fit d'Andrea Doria l'un des plus grands capitaines de Méditerranée.

## Contexte
Les raids faisaient depuis longtemps partie de la vie en Méditerranée. Les dernières décennies du Moyen Âge avaient vu de nombreux corsaires harceler les populations côtières et les activités maritimes, mais le tournant du XVIe siècle coïncide avec une forte augmentation de la piraterie, Most notably, several captains established bases on the North African coast where strong corsair flotillas left every year for months-long cruises. Plusieurs capitaines établirent des bases sur la côte nord-africaine d'où partaient chaque année d'importantes flottilles de corsaires pour des campagnes de plusieurs mois. Au printemps et en été, ils pillaient les régions côtières et dérangeaient le commerce maritime de l'Europe méditerranéenne. Parmi les corsaires barbaresques les plus célèbres de la région à l'époque figuraient Hayreddin Barberousse et Kurtoğlu Muslihiddin.
Muslihiddin installa sa base d'opérations dans la ville tunisienne de Bizerte, avec le soutien de la dynastie hafside locale. Ses prouesses maritimes attirèrent l'attention du gouvernement ottoman et il se vit offrir le commandement de la flotte turque en 1516. Après le départ de Kurtoğlu Muslihiddin d'Afrique du Nord, le commandement à Bizerte fut assuré par un autre capitaine (reis), le caïd Ali (littéralement Ali le Chef), qui se révéla bientôt un fléau aussi redoutable pour les Européens que son prédécesseur. La flottille bizertine était devenue suffisamment puissante pour constituer une menace non seulement pour les navires marchands et les villages côtiers, mais aussi pour les navires militaires. Lors d'une bataille à la mi-septembre 1518, le caïd Ali vainquit et captura la galère amirale (Capitana) du pape et captura l'amiral de la flotte papale, Paolo Vettori (1515-1522), près de Mont’Argentario, sur la côte toscane.
Les puissances chrétiennes européennes étaient trop occupées à se combattre pour prêter attention aux prédations des corsaires barbaresques. L'Espagne, par exemple, dans les années 1510 a diminué les ressources allouées à la lutte contre les pillards nord-africains, considérant l'expansionnisme français comme une menace plus grande pour sa sécurité. Les corsaires n'étaient pris au sérieux que par les puissances côtières comme Gênes et les États pontificaux, parce qu'ils menaçaient directement d'importantes routes commerciales dont dépendaient leurs économies et leurs approvisionnements en céréales,.
Au début du printemps 1519, informée de l'arrivée de la flottille du caïd Ali en mer Tyrrhénienne, la République génoise confia la défense de son littoral à un capitaine local, le noble Andrea Doria, qui s'était forgé une solide réputation en combattant en Corse pour la République. Conscient de la difficulté de la tâche, Andrea Doria exigea que les quatre galères de la République soient renforcées par deux autres. Le gouvernement génois accéda à sa demande, mais, le nombre de prisonniers et de captifs étant trop faible pour fournir suffisamment de rameurs aux deux nouveaux bateaux, des rameurs libres (appelés buonavoglia) furent recrutés pour compléter l'équipage.

## Bataille
La flotte génoise quitta sa base à la mi-avril et fit route vers le sud, en mer Tyrrhénienne, à la recherche de corsaires. Le 25 avril, dans l'archipel toscan, près de l'île de Pianosa, les navires génois rencontrèrent la flottille du caïd Ali. Plus nombreux et soutenus par un fort vent du sud (sirocco) favorable, les corsaires barbaresques avaient un net avantage. Andrea Doria fit faire demi-tour à ses galères et s'enfuit tandis que les Bizertins se lançaient à leur poursuite. La poursuite dura environ 20 milles nautiques et probablement quatre heures. Le vent fort donna l'avantage aux navires génois, plus grands et plus navigables, qui atteignirent le cap le plus occidental de l'île d'Elbe avant leurs poursuivants.
Arrivé à l'île d'Elbe, le capitaine génois profita d'une configuration de vent locale pour changer de cap et se diriger droit sur les Bizertins. Cependant, les rameurs libres nouvellement recrutés des deux navires supplémentaires manquaient d'habileté et de force pour ces manœuvres ardues et commencèrent à dériver au gré du vent. Andrea Doria dut envoyer deux de ses galères les plus anciennes remorquer les navires les moins expérimentés. Les deux tiers des navires génois furent incapables d'affronter l'adversaire et de le vaincre à temps. Plutôt que de laisser passer cette occasion, Andrea Doria confia à son neveu Filippino Doria le commandement des quatre navires les plus lents et dirigea ses galères principales, la Capitana et la Patrona, droit sur la Bizerte pour la maîtriser avant l'arrivée du gros des forces,.
Les Génois disposaient d'une artillerie supérieure à celle des corsaires et parvinrent à infliger quelques dégâts grâce à leurs canons. Cependant, le Bizertin parvint à attaquer et à aborder les navires génois. Un combat au corps à corps s'engagea. Dépassés en nombre, Doria et ses hommes parvinrent à résister au choc pendant quinze minutes. À ce moment, les quatre navires commandés par Filippino Doria atteignirent le cœur du combat et, en une demi-heure, la bataille était gagnée pour les Génois. Seuls trois fustes de la flotte corsaire réussirent à s'échapper. Le reste de la flottille – peut-être jusqu'à neuf navires de différentes tailles – fut capturé ou coulé. La Capitana du Pape fut également récupérée et remorquée jusqu'à Gênes avec quatre autres navires.

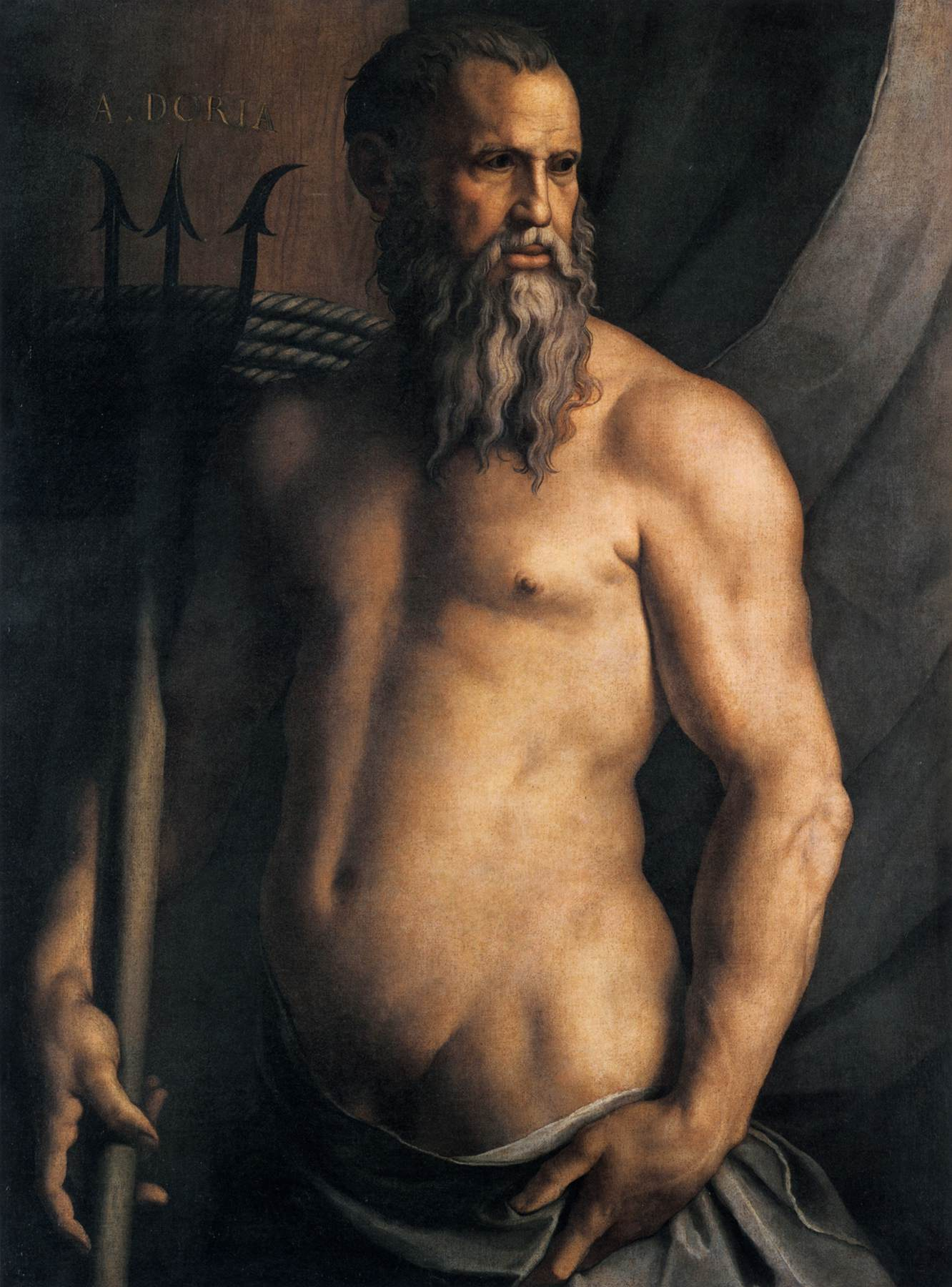
Portrait d' Andrea Doria en Neptune  par Bronzino.
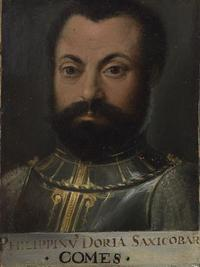
Portrait de Filippino Doria

## Conséquences
Le combat, comme souvent dans les galères surpeuplées, avait été extraordinairement violent et sanglant. Les sources italiennes font état de 500 corsaires tués. Ce chiffre est peut-être surestimé, mais les pertes du côté bizertin furent indéniablement lourdes. Les Génois avaient également subi d'importantes pertes. L'un des neveux d'Andrea Doria, Lazzarino Doria, fut tué au combat et son second, Filippino Doria, fut blessé à deux reprises,. Les Génois ne parvinrent à faire qu'une poignée de prisonniers, parmi lesquels se trouvait le capitaine bizertin Caïd Ali. La plupart de ces captifs furent rapidement rançonnés, mais le caïd Ali lui-même ne fut pas échangé et fut retenu prisonnier dans la forteresse de Pianosa jusqu'à sa mort en 1530.
Avec le caïd Ali prisonnier et Kurtoğlu Muslihiddin au service des Ottomans en Orient, la majeure partie de leurs hommes étant morts et la plupart de leurs navires capturés ou coulés, la force de la base corsaire bizertine avait été brisée et le rôle de la ville se réduisit à une base de raids très secondaire, loin derrière les principaux ports corsaires de Tripoli et, surtout, d'Alger.